# Mitridae
Mitridae is een familie van weekdieren uit de klasse van de Gastropoda (slakken).

## Taxonomie

### Onderfamilies
- Cylindromitrinae Cossmann, 1899
- Imbricariinae Troschel, 1867
- Mitrinae Swainson, 1831

### Geslachten
- Calcimitra Huang, 2011
- Cancilla Swainson, 1840
- Clifdenia Laws, 1932 †
- Dibaphimitra Cernohorsky, 1970
- Domiporta Cernohorsky, 1970
- Eumitra Tate, 1889
- Imbricaria Schumacher, 1817
- Mitra Lamarck, 1798
- Nebularia Swainson, 1840
- Neocancilla Cernohorsky, 1970
- Pterygia Röding, 1798
- Scabricola Swainson, 1840
- Strigatella Swainson, 1840
- Subcancilla Olsson & Harbison, 1953
- Ziba H. Adams & A. Adams, 1853